# Draba rigida
Draba rigida är en korsblommig växtart som beskrevs av Carl Ludwig von Willdenow. Draba rigida ingår i släktet drabor, och familjen korsblommiga växter. Inga underarter finns listade i Catalogue of Life.

## Bildgalleri

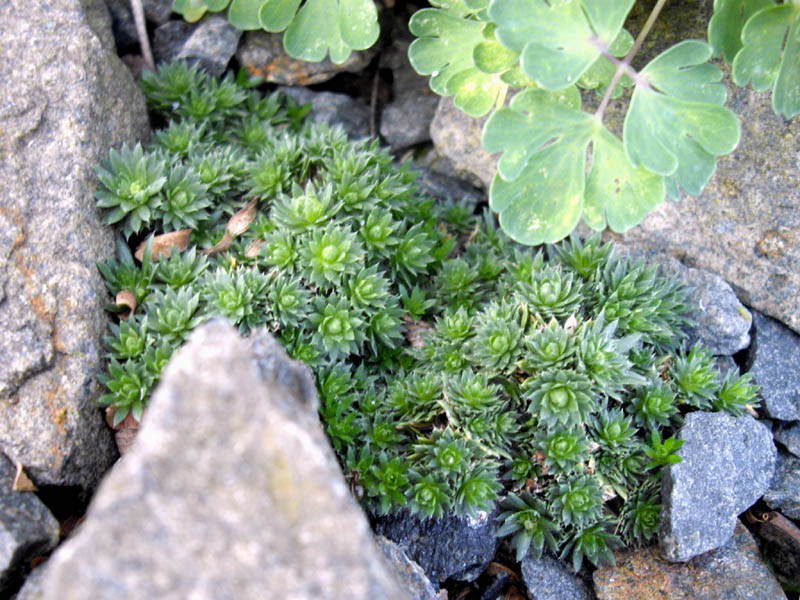
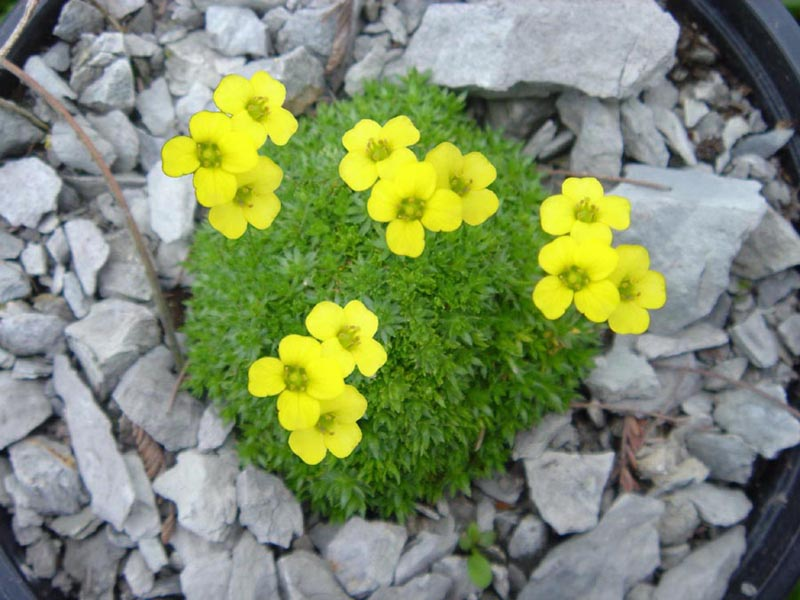
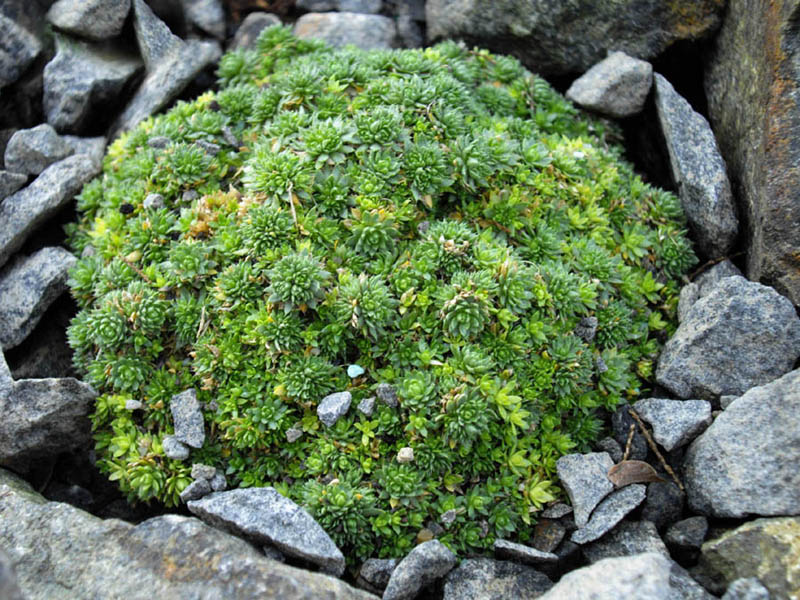
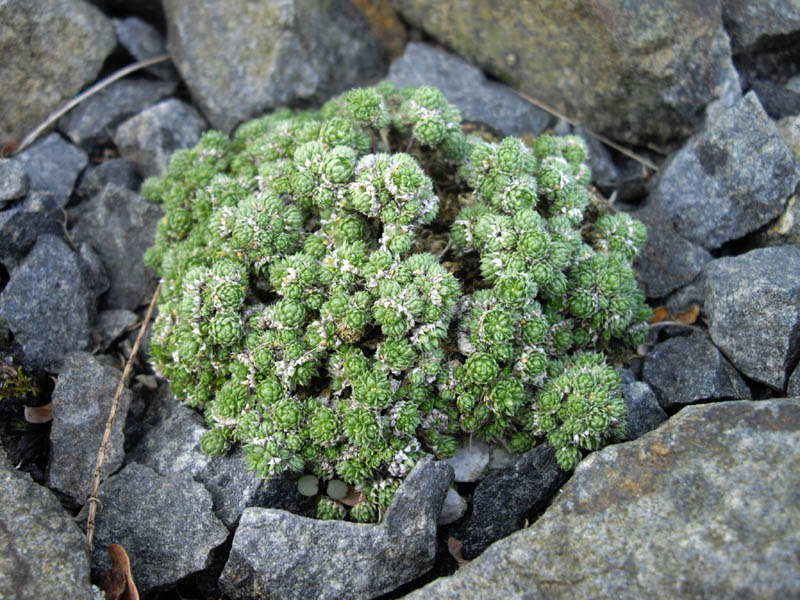
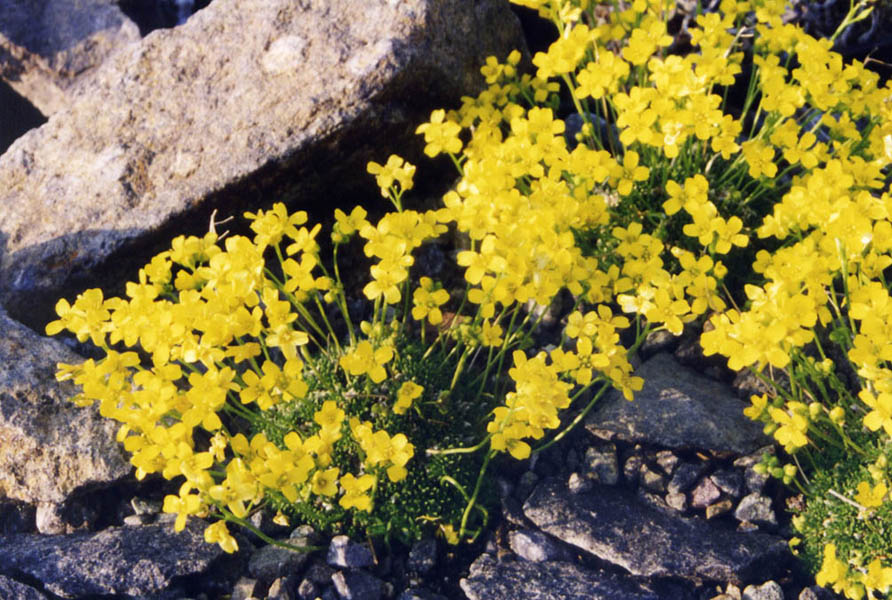
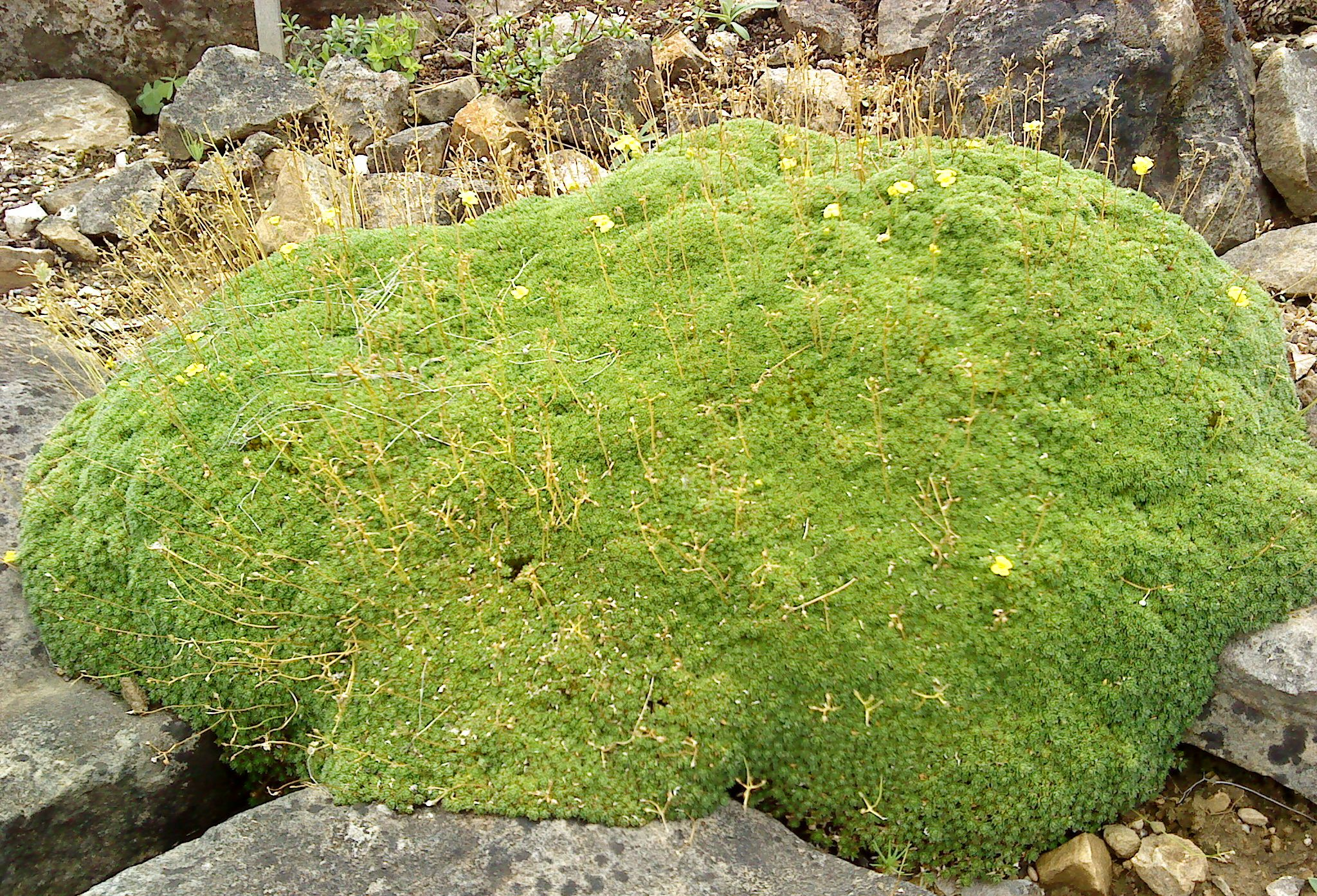